# سمندر آبی
سمندر آبی (نام علمی: Cryptobranchus alleganiensis) نوعی سمندر بومی شمال شرقی آمریکای شمالی است.